# Mele
Mele – miejscowość i gmina we Włoszech, w regionie Liguria, w prowincji Genua.
Według danych na rok 2004 gminę zamieszkiwało 2625 osób, 164,1 os./km².